# ماركو ألفاريز
ماركو ألفاريز (بالإسبانية: Marco Álvarez)‏ هو طبال إسباني، ولد في 5 نوفمبر 1972 في خيخون في إسبانيا.